# Dienia ophrydis
Dienia ophrydis är en orkidéart som först beskrevs av J.König, och fick sitt nu gällande namn av Gunnar Seidenfaden. Dienia ophrydis ingår i släktet Dienia och familjen orkidéer. Inga underarter finns listade i Catalogue of Life.

## Bildgalleri

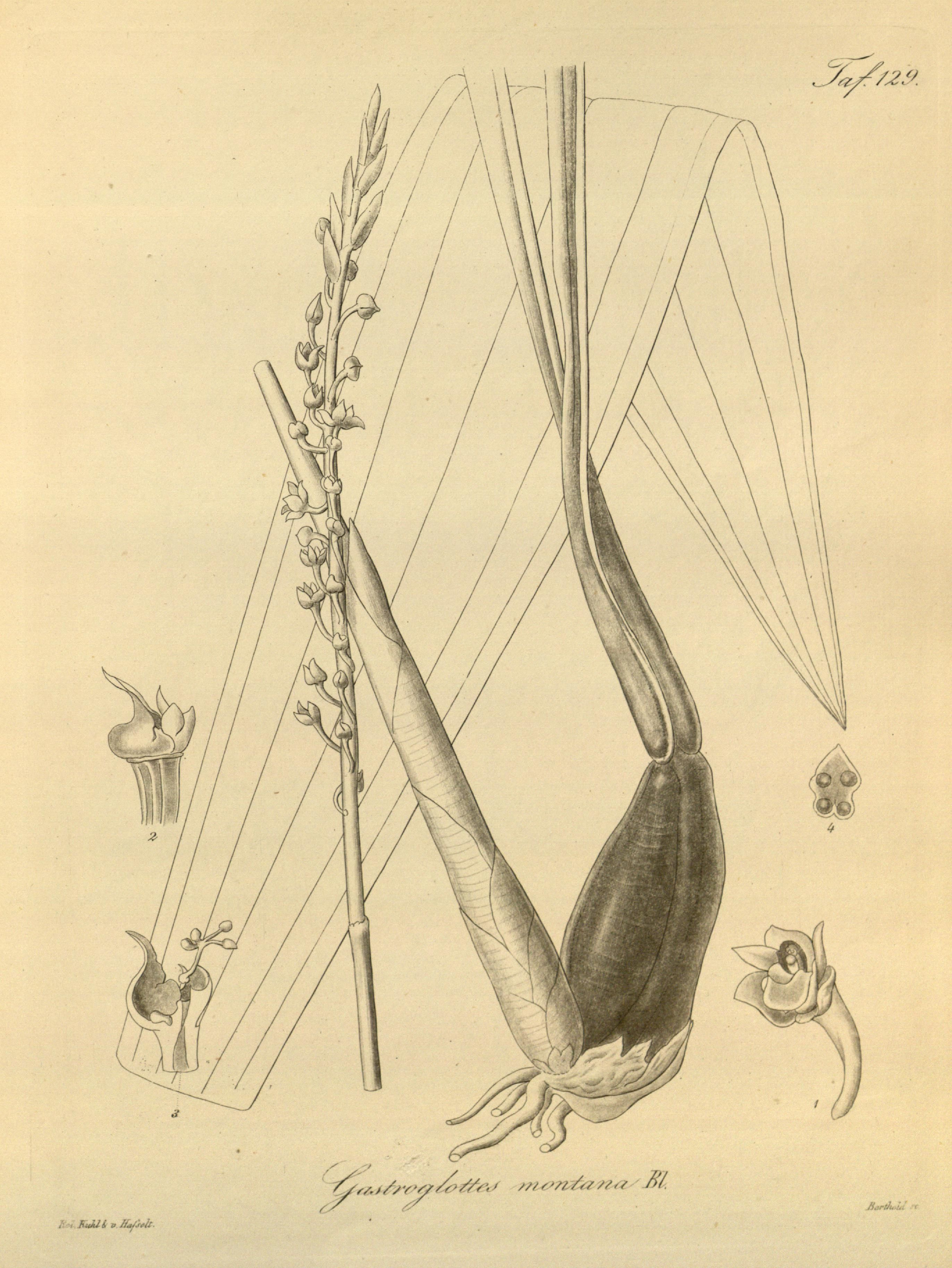